# نخستین جنگ سیلزی
نخستین جنگ سیلزی یکی از جبهه‌های جنگ جانشینی اتریش بود. این نام برای توصیف جنگ پروس علیه اتریش در سال‌های ۱۷۴۰ تا ۱۷۴۲ میلادی به کار می‌رود که عمدتاً در مناطق سیلزی، موراویا و بوهم (سرزمین‌های پادشاهی بوهم) به وقوع پیوست. این جنگ نخستین جنگ از مجموعه جنگ‌های سیلزی بود که میان فریدریش کبیر پروس و ماریا ترزای اتریش رخ داد.
در اواخر سال ۱۷۴۰ فریدریش با مطرح کردن ادعاهای دودمانی قدیمی دربارهٔ بخش‌هایی از سیلزی به این منطقه حمله و جنگ را آغاز کرد. جنگ با پیمان برلین در سال ۱۷۴۲ به سود پروس خاتمه یافت و سلطهٔ پروس بر بیشتر سیلزی و کنت‌نشین کووزکو تأیید شد. در هر حال، جنگ جانشینی اتریش ادامه یافت و دو سال بعد، پروس و اتریش وارد جنگ دوم سیلزی شدند.

## زمینه
در اوایل قرن هجدهم، دودمان هوهن‌تسولرن حاکم براندنبورگ-پروس ادعاهای سلسله‌ای بر دوک‌نشین‌های مختلف در استان سیلزی هابسبورگ داشت، منطقه‌ای پرجمعیت و مرفه که با قلمرو اصلی پروس در مارگراف‌نشین براندنبورگ همسایه بود. سیلزی علاوه بر ارزش آن به عنوان منبع درآمد مالیاتی، تولید صنعتی (به ویژه مواد معدنی) و نیروهای نظامی، اهمیت ژئواستراتژی زیادی برای متخاصمین داشت. دره اودر بالا یک مجرای نظامی طبیعی بین براندنبورگ، پادشاهی بوهم و مارگراف‌نشین موراویا را تشکیل می‌داد و هر قدرتی که این قلمرو را در اختیار داشت می‌توانست همسایگانش را تهدید کند. سیلزی همچنین در امتداد مرز شمال‌شرقی امپراتوری مقدس روم قرار داشت و به کنترل‌کننده خود اجازه می‌داد نفوذ مشترک المنافع لهستان-لیتوانی و امپراتوری روسیه در آلمان را محدود کند.

### ادعاهای پروس
بخشی از ادعاهای براندنبورگ-پروس دربارهٔ سیلزی به پیمان وراثت ۱۵۳۷ میان فریدریش دوم لگنیتسا دوک سیلزی و یواخیم دوم هکتور براندنبورگ امیر انتخابگر از دودمان هوهن‌تسولرن بازمی‌گشت. طبق این پیمان در صورت منقرض شدن پیاست‌های سیلزی باید دوک‌نشین‌های سیلزی در لگنیتسا، وولوف و برگ به انتخابگر براندنبورگ واگذار می‌شدند. فردیناند یکم پادشاه بوهم فوراً این توافق را رد کرد و حاکم براندنبورگ-پروس را تحت فشار قرار داد. با این وجود، پس از مرگ گئورگ ویلهلم لگنیستا که پایان‌بخش دودمان پیاست بود، در سال ۱۶۷۵ فریدریش ویلهلم براندنبورگ مدعی شاهزاده‌نشین‌های سیلزی شد.
یواخیم سوم فریدریش براندنبورگ در سال ۱۶۰۳ دوک‌نشین یاگرندورف را از پسرعمویش گئورگ-فریدریش براندنبورگ-آنسباخ به ارث برد؛ ولی پس از شورش بوهم و آغاز جنگ سی‌ساله، فردیناند دوم، حاکم کاتولیک امپراتوری مقدس روم، پس از پیروزی در نبرد کوه سفید در سال ۱۶۲۱ املاک هوهن‌تسولرن‌های پروتستان در سرزمین‌های بوهم را مصادره کرد. با این حال، انتخابگرهای براندنبورگ همچنان خود را حاکم قانونی یاگرندورف می‌دانستند.
براندنبورگ نمی‌توانست این ادعاهای دودمانی را اعمال کند. هنگامی که اتریش در سال ۱۶۸۵ درگیر جنگ بزرگ عثمانی بود، امپراتور لئوپولد یکم کنترل فوری ناحیه شوویبوس در سیلزی را در ازای دریافت کمک نظامی علیه ترک‌ها و تسلیم کردن ادعاهای برجسته هوهن‌تسولرن در سیلزی، به فریدریش ویلهلم، انتخابگر براندنبورگ داد؛ ولی پس از جلوس فریدریش سوم براندنبورگ، پسر و جانشین انتخابگر، امپراتور در سال ۱۶۹۴ کنترل شوویبوس را دوباره در اختیار گرفت و بیان کرد آن سرزمین شخصاً به فریدریش ویلهلم (تا پایان زندگی‌اش) داده شده بود. در عوض فریدریش سوم ادعاهای قدیمی هوهن‌تسولرن دربارهٔ یاگرندورف و میراث پیاست سیلزی را یادآوری کرد.

### جانشینی اتریش
۴۵ سال بعد، هنگامی که کارل ششم در سال ۱۷۴۰ بدون وارث مردی درگذشت، براندنبورگ-پروس فرصتی برای اجرای این ادعا به دست آورد. کارل طبق فرمان اجرایی ۱۷۱۳ بزرگ‌ترین دخترش را به جانشینی خود منصوب کرد و پس از مرگ کارل، دخترش ماریا ترزا به حکومت آرشیدوک‌نشین اتریش و نیز سرزمین‌های بوهم و مجارستان که درون حکومت هابسبورگ بودند، دست یافت. در زمان زندگی کارل، فرمان اجرایی به اطلاع ایالت‌های امپراتوری رسانده شد؛ ولی پس از مرگ او، برخی گروه‌ها بی‌درنگ به آن اعتراض کردند.
فریدریش دوم،، شاه تازه به تخت نشسته پروس، بحران جانشینی اتریش را فرصتی برای تصرف سیلزی دانست. مورخان ادعاهای کهن خانوادهٔ او را در تصمیم فریدریش برای حمله کم‌اهمیت دانسته‌اند. این منطقه پرجمعیت و صنعتی بود؛ ولی به نظر می‌رسد که عوامل اقتصادی وزن زیادی در حملهٔ پروس نداشت. بلکه احتمالاً ملاحظات ژئواستراتژی نقش اساسی را ایفا می‌کرد. فریدریش به‌درستی اعتقاد داشت که فریدریش آگوستوس دوم زاکسن که همزمان بر پایهٔ اتحاد شخصی، حاکم لهستان نیز بود، تمایل دارد بر سیلزی سلطه یابد تا دو قلمرو خود را به یکدیگر پیوند دهد. این امر می‌توانست به محاصره براندنبورگ نیز بینجامد.
پس از مرگ امپراتور در ۲۰ اکتبر، فریدریش به سرعت تصمیم به حمله گرفت. در ۸ نوامبر به ارتش پروس دستور حرکت داد و در ۱۱ دسامبر به ماریا ترزا اولتیماتوم داد که سیلزی را تسلیم کند. در عوض به او قول داد که فرمان اجرایی را به رسمیت بشناسد و در انتخابات امپراتوری به همسر ماریا ترزا یعنی فرانتس استفان لورن رأی دهد. فریدریش به انتظار پاسخ نماند و در ۱۶ دسامبر ۱۷۴۰ نیروهایش را از مرز سیلزی که به خوبی محافظت نشده بود، گذراند و نخستین جنگ سیلزی را آغاز کرد.

## ائتلاف‌ها و اهداف

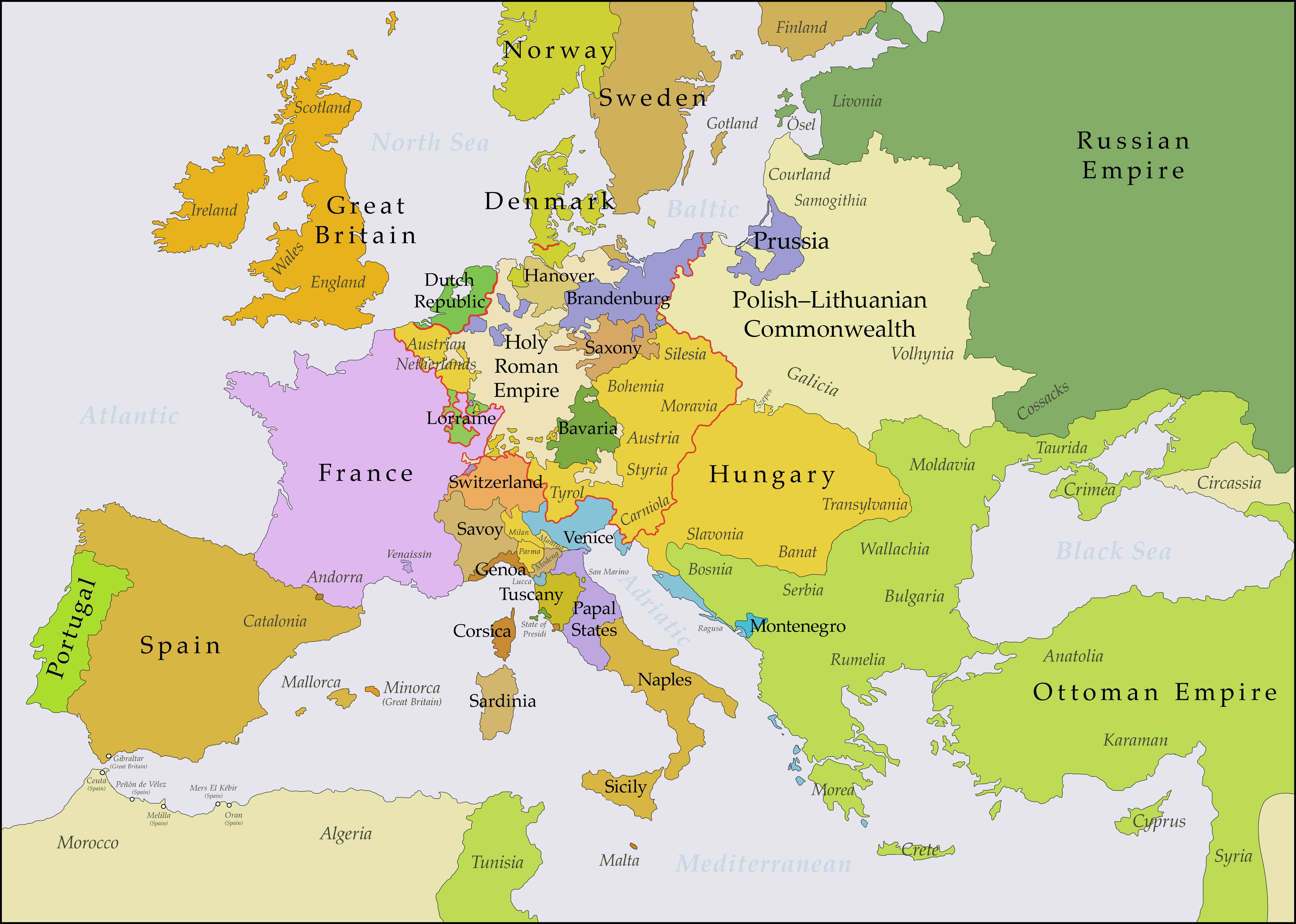
اروپا در سال‌های پس از پیمان وین (۱۷۳۸)، قلمرو براندنبورگ-پروس به رنگ بنفش و پادشاهی هابسبورگ به رنگ طلایی

پس از فعالسازی مجدد ادعاهای پروس دربارهٔ سیلزی و آماده شدن برای جنگ با اتریش، چند قدرت اروپایی دیگر به پروس پیوستند. کارل آلبرت، شاهزاده انتخابگر بایرن، ادعای سرزمین‌های بوهم، اتریش علیا و تیرول را به درگاه امپراتوری برد. فریدریش آگوستوس زاکسن نیز مدعی موراویا و سیلزی علیا شد. پادشاهی‌های اسپانیا و ناپل امیدوار به تصرف مناطق تحت سلطه هابسبورگ در شمال ایتالیا بودند. پادشاهی فرانسه نیز به دنبال تسلط بر هلند اتریش بود و هابسبورگ را رقیبی سنتی می‌دانست. انتخابگرهای کلن و پفالتس نیز به این قدرت‌ها پیوستند و اتحادیه نیمفنبورگ را شکل دادند.
اتریش نیز مورد حمایت بریتانیای کبیر (تحت اتحاد شخصی با انتخابگر هانوفر) و در نهایت، ساووا-ساردنی و جمهوری هلند بود. امپراتوری روسیه نیز در درگیری وسیع‌تری به صورت غیرمستقیم از اتریش حمایت می‌کرد و به سوئد حمله کرد. اهداف ماریا ترزا از این درگیری، نخست حفظ سرزمین‌ها و عنوان‌های موروثی خود و دوم، دستیابی به حمایت برای انتخاب همسرش به عنوان امپراتور مقدس روم بود.

## شرح جنگ

### لشکرکشی ۱۷۴۰ و ۱۷۴۱ به سیلزی
در اوایل دسامبر ۱۷۴۰ ارتش پروس به آرامی در امتداد رود اودر گرد آمد و فریدریش در ۱۶ دسامبر بدون اعلام جنگ، ارتش خود را به درون سیلزی حرکت داد. قوای پروس از دو سپاه با ۲۷ هزار سرباز تشکیل شده بود، در حالی که کل سیلزی با یک پادگان اتریشی با تنها ۸ هزار سرباز محافظت می‌شد. اتریشی‌ها تنها توانستند مقاومت اندکی از خود نشان دهند و پروسی‌ها برسلو (مرکز استان) را در ۲ ژانویه بدون درگیری فتح کردند. قلعه اولو نیز در ۹ ژانویه بدون مقاومت به تصرف پروس درآمد و از آن به عنوان مقر زمستانی خود استفاده کردند. تا پایان ژانویه تقریباً تمام سیلزی تحت تصرف پروس بود و دیگر استحکامات اتریش شامل گلوگو، بریگ و نایسه در محاصره قرار گرفتند.
پروسی‌ها در اوایل سال ۱۷۴۰ مقر زمستانی خود را ترک و لشکرکشی بهاره را آغاز کردند. شاهزاده لئوپولد دوم آنهالت-دسو در ۹ مارس گلوگو را گرفت. در اواخر مارس ارتش ۲۰ هزار نفری اتریش به فرماندهی ویلهلم رینهارد فن نیپرگ از سودتس گذشت تا محاصره نایسه را بشکند. نیروهای پروس از پیشروی آن جلوگیری کردند و در ۱۰ آوریل در نزدیکی مولویتز با یکدیگر روبرو شدند. این نبرد با برتری پروس پایان یافت. با جابجایی نیروهای پروس، محاصره نایسه خاتمه یافت؛ ولی بریگ در ۴ مه تسلیم پروسی‌ها شد. پس از آن نیروی اصلی پروس مقر تابستانی خود را در نزدیکی نایسه ترتیب داد.

### مذاکرات تابستان ۱۷۴۱
پس از شکست اتریش در مولویتز، قدرت‌های دیگر نیز به حمله به این آرشیدوک‌نشین محاصره شده، تشویق شدند و درگیری به نبرد وسیع‌تری که جنگ جانشینی اتریش خوانده شد، گسترش یافت. فرانسه در پیمان برسلو که در ۵ ژوئن منعقد شد، حمایت خود را از تصرف سیلزی توسط پروس اعلام کرد و در ماه ژوئیه به اتحادیه نیمفنبورگ پیوست. طبق این پیمان، فرانسه و اسپانیا از ادعاهای سرزمینی بایرن علیه اتریش حمایت کردند. در ۱۵ اوت نیروهای فرانسوی از راین گذشتند و در دانوب به نیروهای انتخابگر بایرن پیوستند. سپس این نیروها به سوی وین پیشروی کردند. ارتش اسپانیا و ناپل به متصرفات اتریش در شمال ایتالیا حمله کردند. نیروهای فرانسه و بایرن نیز در ۱۴ سپتامبر لینتس را گرفتند و با پیشروی در اتریش علیا در اکتبر به مجاورت وین رسیدند. همزمان زاکسن نیز (که در ۱۹ سپتامبر به ائتلاف علیه اتریش پیوسته بود) به بوهم هجوم برد.
با حملهٔ دشمنانی تازه از جبهه‌های گوناگون به اتریش، شاه فریدریش مذاکرات صلح پنهانی با نیپرگ را در برسلو آغاز کرد. با این وجود به حمایت از اتحادیه نیمفنبورگ نیز ادامه داد. گرچه فردریک با فرانسویان متحد بود، ایده تبدیل فرانسه به قدرت حاکم در آلمان (از طریق تخریب اتریش) مورد موافقتش قرار نگرفت. با درخواست و میانجیگری بریتانیا در ۹ اکتبر، اتریش و پروس یک پیمان آتش‌بس مخفی با عنوان پیمان کلاین شنلندورف امضا کردند که طبق آن، هر دو طرف جنگجو در سیلزی نبرد را متوقف کنند (هرچند که حضور خود را حفظ می‌کنند) و اتریش در نهایت پذیرفت سیلزی سفلی را در قبال آغاز مذاکرات صلح نهایی تا قبل از پایان سال تسلیم کند. سپس نیروهای اتریشی نیپرگ برای دفاع از اتریش در برابر مهاجمان غربی از سیلزی فراخوانده شدند و نایسه را پس از محاصره‌ای ساختگی ترک کردند. کل سیلزی تحت کنترل پروس قرار گرفت.

### لشکرکشی ۱۷۴۱ و ۱۷۴۲ به بوهم و موراویا
در نیمهٔ اکتبر، کارل آلبرت بایرن و متحدان فرانسویش در نزدیکی وین چادر زدند و آمادهٔ محاصرهٔ پایتخت اتریش شدند. کارل آلبرت متوجه احتمال تصرف بخش‌هایی از بوهم توسط رقبایش یعنی زاکسن و پروس شد و در ۲۴ اکتبر نیروهای خود را در جهت شمال به سوی پراگ حرکت داد. سپاهیان بایرن، فرانسه و زاکسن در نوامبر به شهر رسیدند و در ۲۶ نوامبر به آن حمله کردند. کارل آلبرت در ۷ دسامبر خود را شاه بوهم خواند. در این حین، فریدریش در اوایل نوامبر با فریدریش اوت دربارهٔ مرزهای سیلزی پروس و بوهم و موراویای زاکسن مذاکره کرد و از حمایت بایرن و فرانسه برای تصرف تمام سیلزی و کنت‌نشین کووزکو در بوهم اطمینان یافت. با نزدیک شدن پایان سال بدون نشانه‌ای از پیمان صلح رسمی، فریدریش نتیجه گرفت اتریشی‌ها تمایلی به اجرای پیمان کلاین شنلندورف و تسلیم قلمرو سیلزی ندارند؛ بنابراین برای فشار بیشتر به اتریش، پیمان را رد کرد و عملیات تهاجمی خود را دوباره آغاز کرد.
در ماه دسامبر، ارتش کورت فون شورین به سودتس موراویا حمله کرد و در ۲۷ دسامبر اولوموتس را گرفت. ارتش شاهزاده لئوپولد نیز قلعهٔ کووزکو را محاصره کرد. در اوایل سال ۱۷۴۲ فریدریش با همکاری نیروهای زاکسن و فرانسه که در ۵ فوریه در ویشکو به او ملحق شده بودند، از طریق موراویا به وین نزدیک شد. البته فرانسوی‌ها بی‌میل بودند و پس از تصرف ییهلاوا در ۱۵ فوریه، از بوهم عقب‌نشینی کردند. پروس و زاکسن به سوی برنو (مهم‌ترین استحکامات باقیماندهٔ اتریش در موراویا) حرکت کردند، ولی به دلیل مقاومت محافظان اتریشی و کمبود تجهیزات، پیشرفت چندانی به دست نیاوردند. این لشکرکشی به موراویا دستاورد مهمی نداشت و در ۵ آوریل پروسی‌ها به بوهم و سیلزی علیا عقب نشستند.
پس از آن، شارل لورن (برادر شوهر ماریا ترزا) لشکر سی هزار نفری اتریشی-مجاری را از طریق موراویا به امید آزادسازی پراگ به سوی بوهم حرکت داد. در اوایل مه، ارتش ۲۸ هزار نفری شاه فریدریش و شاهزاده لئوپولد به سوی دشت‌های البه در جنوب شرقی پراگ رهسپار شد تا جلوی پیشروی اتریشی‌ها را بگیرد. در ۱۷ مه اتریش به اردوی لئوپولد در نزدیکی کوتوزیتسه حمله کرد که با پیروزی نسبی پروس خاتمه یافت و تلفات قابل توجهی به دو طرف وارد کرد. اندکی بعد، ارتش دیگری از اتریش در نبرد زاهایی مغلوب شد و پراگ در دست مهاجمان ماند.

### پیمان‌های برسلو و برلین
پس از نبرد کوتوزیتسه فریدریش متوجه شد فرانسوی‌ها تلاش‌های مخفی برای صلح جداگانه با اتریش را آغاز کرده‌اند. او نیز برای تحکیم دستاوردهای خود در سیلزی مذاکرات صلح را با مذاکره‌کنندگان اتریشی در برسلو آغاز کرد. اکنون فریدریش تمام سیلزی و کنت‌نشین کووزکو را می‌خواست. ماریا ترزا تمایلی به تسلیم این مناطق نداشت، ولی لرد هیندفورد بریتانیایی او را تحت فشار قرار داد که با پروس صلح کند و نیروهای خود را علیه فرانسویان متمرکز کند. خزانهٔ بریتانیا بیشتر هزینه‌های جنگ را تأمین می‌کرد و هیندفورد تهدید کرد اگر ماریا ترزا تسلیم نشود، حمایت بریتانیا را از دست خواهد داد. دو طرف در نهایت به توافق دست یافتند و پیمان برسلو در ۱۱ ژوئن به امضای طرفین رسید.
طبق این پیمان، اتریش بیشتر سیلزی و نیز کنت‌نشین کووزکو را به پروس تسلیم کرد که این مناطق بعداً استان سیلزی پروس را شکل داد. دو بخش کوچک در انتهای جنوبی سیلزی در دست اتریش باقی ماند که بعداً تبدیل به سیلزی اتریش شد. پروس توافق کرد بخشی از بدهی اتریش را ببخشد و در ادامهٔ جنگ، بی‌طرف بماند. این توافقات در پیمان برلین رسمی و تأیید شد و در ۲۸ ژوئیه به امضای طرفین رسید.

## نتایج

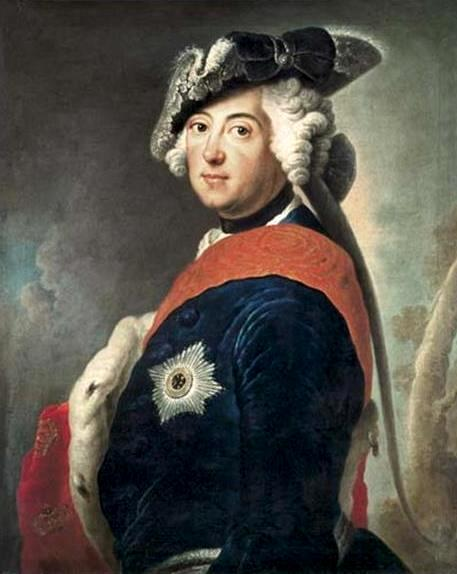
فردریش دوم پروس

نخستین جنگ سیلزی با پیروزی قاطع پروس خاتمه یافت. پروس قلمرو تازه‌ای در سیلزی و کووزکو به دست آورد و اعتبار پادشاهی بسیار افزایش یافت. با این وجود، فریدریش با امضای پیمان صلح جداگانه هنگامی که جنگ جانشینی اتریش همچنان در جریان بود، به متحدان خود در اتحادیهٔ نیمفنبورگ خیانت کرد. عزم ماریا ترزا در بازپس‌گیری سیلزی منجر به درگیری‌های تازه با پروس در جنگ دوم سیلزی شد که دو سال بعد به وقوع پیوست. یک دهه بعد نیز جنگ سوم سیلزی اتفاق افتاد.

### پروس
پروس مناطق وسیعی از سیلزی را به دست آورد که شامل یک ناحیهٔ صنعتی پرتراکم با جمعیتی زیاد و عواید مالیاتی فراوان بود. پیروزی غیرمنتظرهٔ این پادشاهی کوچک بر حکومت هابسبورگ، نشانهٔ آغاز خیزش پروس به سوی تبدیل به یکی از قدرت‌های بزرگ اروپایی و پشت سر گذاشتن رقبای آلمانی از جمله زاکسن و بایرن بود.
با این وجود، این موفقیت بذر سختی‌های آینده را کاشت. تصرف سیلزی توسط پروس، اتریش را تبدیل به دشمنی ابدی کرد و منجر به آغاز رقابت اتریش و پروس شد. عقب‌نشینی یکطرفهٔ فریدریش از اتحادیه، دربار سلطنتی فرانسه را ضد او تحریک کرد و فرانسه در نهایت در دههٔ ۱۷۵۰ متحد اتریش شد و بعدتر در جنگ سوم سیلزی در برابر پروس ایستاد.

### اتریش
پیمان‌های برسلو و برلین باارزش‌ترین استان هابسبورگ را از چنگ آن درآورد و تسلیم در برابر یک شاهزادهٔ کوچک آلمانی، اعتبار خاندان هابسبورگ را خدشه‌دار کرد. با این وجود، صلح در سیلزی نیروهای اتحاد اتریش با بریتانیا و هانوفر را آزاد کرد تا متصرفات فرانسه و بایرن را بازپس گیرند. در تابستان ۱۷۴۳ اتریش دوباره بر بوهم مسلط شد و فرانسوی‌ها را از راین به سوی آلزاس عقب راند. سپس بایرن را تصرف کرد و انتخابگر بایرن را به فرانکفورت تبعید کرد.